# Porphyrinia carneotincta
Porphyrinia carneotincta är en fjärilsart som beskrevs av George Francis Hampson. Porphyrinia carneotincta ingår i släktet Porphyrinia och familjen nattflyn. Inga underarter finns listade i Catalogue of Life.